# 日本史学
日本史学是一門與日本历史研究有關的歷史學學科。
日本现存最早的史书是《古事记》，其他年代較早的史書有《日本书纪》、《续日本纪》、《日本后纪》、《续日本后纪》、《日本文德天皇实录》、《日本三代实录》，這6本史書合称“六國史”。其他日本古代史書還有《唐大和上东征传》、《类聚国史》、《荣花物语》、《大镜》、《日本纪略》、《本朝世纪》和《扶桑略记》。 　
中世紀的日本史書有《百炼抄》、《六代勝事記》、《五代帝王物語》、《增镜》、《吾妻镜》、《平家物语》、《太平记》、《梅松论》、《源威集》、《应仁记》、《元亨释书》、《佛祖统纪》。此時佛教的歷史觀佔據主流。
織田信長、丰臣秀吉和江户时代，儒家、汉学的地位上升，佛教的历史观逐渐被取代。當時的日本史書有《本朝通鑑》、《後鑑》、《朝野旧聞裒藁》、《德川实纪》、《宽政重修诸家谱》、《大日本史》、《読史余論》、《日本外史》、《大勢三転考》。
近代日本史学受到欧美史学影響，引进德国的实证主义，排斥儒家，蘭學开始興起，相關史書有《文明论概略》、《日本開化小史》、《大日本史料》。
1920年代，马克思主义被引入日本。日本出现马克思主义史学。